# Lex loci solutionis
Lex loci solutionis là một thuật ngữ tiếng Latinh để chỉ "luật nơi thực hiện nghĩa vụ" trong xung đột pháp luật. Xung đột pháp luật là một nhánh của tư pháp quốc tế điều chỉnh mọi vụ việc pháp lý có sự tham gia của yếu tố "nước ngoài", trong đó các khác biệt về kết quả sẽ xảy ra, phụ thuộc vào việc hệ thống luật pháp nào được áp dụng.

## Giải thích
Khi một vụ việc pháp lý được đưa ra trước tòa án và tất cả mọi đặc điểm, tính chất của nó mang tính chất địa phương, thì tòa án sẽ áp dụng nguyên tắc lex fori (luật tòa án- tức là luật hiện đang có hiệu lực tại khu vực đó), để ra phán quyết cho vụ việc. Nhưng nếu trong vụ việc này có các yếu tố "nước ngoài", thì tòa án phải có trách nhiệm lưu ý tới xung đột pháp luật để cân nhắc: 
- Tòa án có hay không có quyền tài phán để tiếp nhận và xem xét vụ việc (xem thêm vấn đề lựa chọn tòa án);
- Sau đó tòa án phải nêu ra các đặc trưng của các vấn đề, nghĩa là định vị nền tảng thực tế của vụ việc vào các lớp tương ứng của nó; và
- Áp dụng các quy tắc lựa chọn luật để quyết định luật nào sẽ được áp dụng đối với mỗi lớp pháp lý này.

Lex loci solutionis là một trong những lựa chọn có thể của các quy tắc luật được áp dụng cho vụ việc trong thử nghiệm hiệu lực pháp lý của một hợp đồng và trong các trường hợp vi phạm hợp đồng. Ví dụ, giả sử một người cư trú tại Bolivia và một người cư trú tại Đức, ký kết một hợp đồng qua thư điện tử (e-mail). Họ thỏa thuận gặp nhau tại Arizona, Hoa Kỳ để nghiên cứu một cuốn sách. Lựa chọn tương ứng có thể của các quy tắc luật sẽ là:
- Lex domicilii (luật nơi cư trú), lex patriae (luật bản quốc) hay luật của nơi thường trú để xác định các bên có hay không có năng lực pháp lý để ký kết hợp đồng;
- Lex loci contractus (luật nơi ký kết hợp đồng) có thể là khó xác định do chẳng bên nào rời khỏi nước mình (dựa vào các quy tắc bưu chính cho chào hàng và chấp nhận trong một vài lex causae (luật nguyên nhân) giả định có thể tạo ra các kết quả rất khác nhau);
- Lex loci solutionis (luật nơi thực hiện nghĩa vụ) có thể là phù hợp nhất do Arizona là nơi có liên hệ gần gũi nhất với thực chất của các trách nhiệm giả định này;
- Luật thích hợp; và
- Lex fori (luật tòa án) có thể có các vấn đề trật tự công cộng nếu một trong các bên là trẻ vị thành niên.